# UBM plc
UBM plc fue una organizadora de eventos de empresa a empresa (B2B) con sede en Londres, Reino Unido antes de su adquisición por Informa. Tenía una larga historia como empresa multinacional de medios. Su enfoque principal actual es en eventos B2B, pero sus operaciones principales han incluido transmisiones en vivo y comunicaciones de empresa a empresa, servicios de marketing y suministro de datos, y sirve principalmente a las industrias de tecnología, salud, comercio y transporte, ingredientes y moda. UBM cotizaba en la Bolsa de Londres y era un componente del FTSE 250 Index hasta que fue adquirido por Informa en junio de 2018.

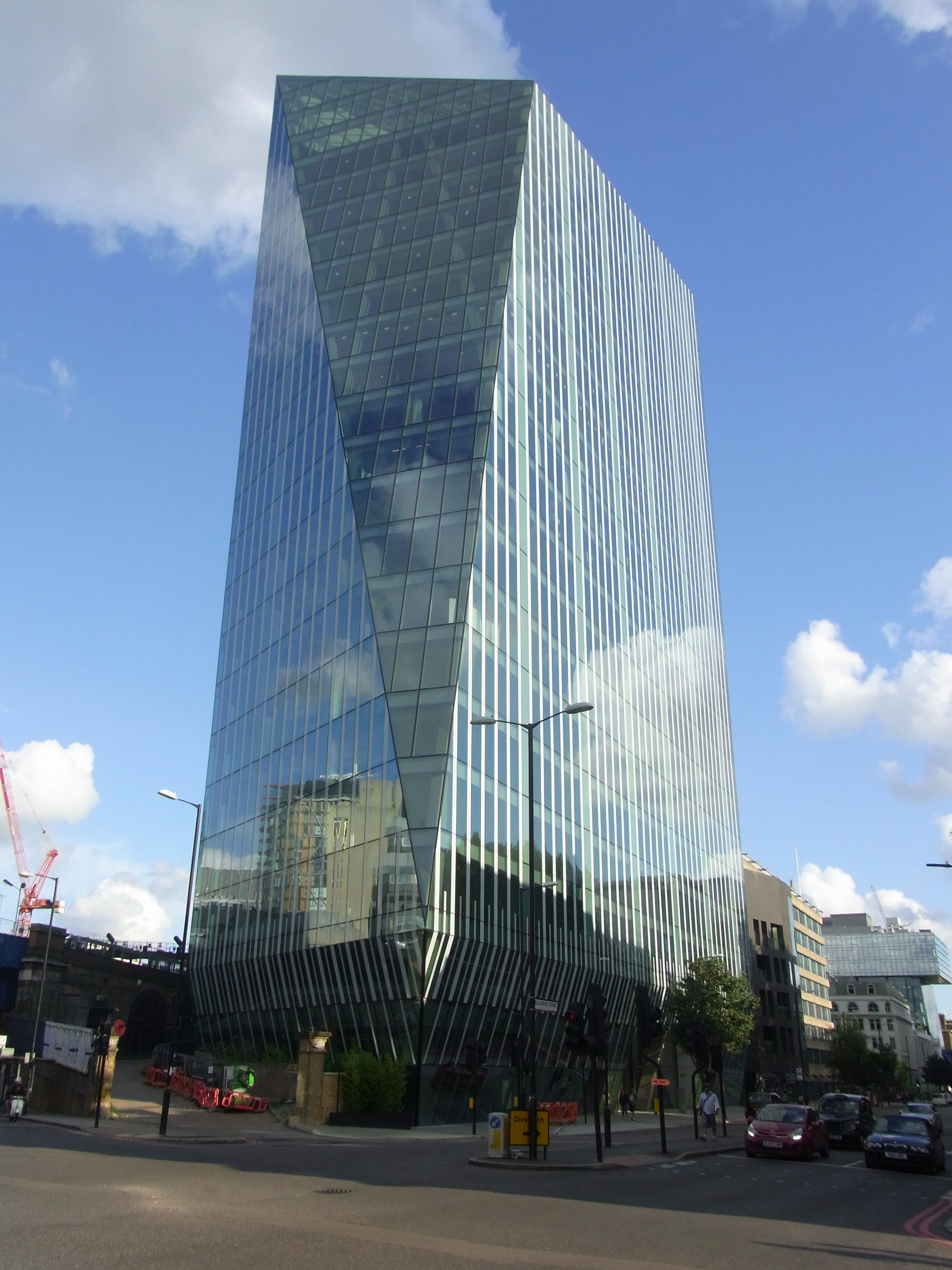
Sede de UBM en Blackfriars Road, Londres

## Historia

### Intereses periodísticos
La historia de las empresas que ahora forman UBM se remonta a casi doscientos años. Las empresas de UBM aún publican muchos otros títulos que se lanzaron en el siglo XIX, incluida la revista Building, lanzada en 1843 por Joseph Hansom, así como por Chemist & Druggist.
La compañía fue fundada en 1918 como United Newspapers por David Lloyd George para adquirir Daily Chronicle y Lloyd's Weekly Newspaper. En 1929, la compañía se fusionó con Provincial Newspapers, propietario de periódicos regionales en el norte. Al año siguiente, vendió sus periódicos nacionales. La compañía continuó durante décadas como editorial regional de periódicos, realizando adquisiciones como Yorkshire Post Newspapers en 1969.
Adquirió PR Newswire en 1982. En 1985, compró Express Newspapers y continuó publicando el Daily Express durante unos 15 años. También en 1985, compró la revista comercial estadounidense y el editor de libros Miller Freeman. Cambió su nombre a United News & Media en 1995, vendió sus periódicos regionales en 1998 y compró CMP Media, una empresa de medios comerciales centrada en la tecnología, en 1999 por $920 millones. En 2000, vendió el Daily Express a Richard Desmond, vendió la mayor parte de Miller Freeman a VNU y Reed Elsevier y adoptó el nombre de United Business Media. United Business Media adquirió la editorial comercial Aprovia UK (propietaria de The Builder) en 2003 y la editorial médica MediMedia en 2004.

### Intereses televisivos
MAI era parte de un consorcio que ofertó por el área sur y sureste de ITV, que formó Meridian Broadcasting en 1991. MAI comenzó a expandirse luego del exitoso lanzamiento de Meridian: en 1994, la compañía compró Anglia Television, la franquicia de ITV para el este de Inglaterra, y al año siguiente se convirtió en un accionista importante en el consorcio que ganó la franquicia para el Channel 5. En 1996, MAI se fusionó con United Newspapers (a través de una adquisición acordada por United) para formar United News & Media (UNM). La compañía resultante era propietaria del periódico Daily Express, Meridian, Anglia, y una gran participación (a través del Yorkshire Post) en Yorkshire Tyne Tees Television, los propietarios de Yorkshire Television y Tyne Tees Television. La participación en Yorkshire Tyne Tees Television se vendió a Granada, lo que les permitió tomar el control de las dos franquicias en 1997. En noviembre de 1997, UBM también lanzó el ahora extinto canal satelital Rapture TV, que se centró en la música dance y los deportes extremos. El canal se puso a la venta en 2001, y finalmente fue presentado por la compañía Power TV con sede en Edimburgo un año después, en abril de 2002.
Posteriormente, United News and Media acordó comprar la participación del 20% de Scottish Television en HTV y el 28 de junio de 1997, la UNM se hizo cargo de HTV por 370 millones de libras.
En 1999, surgieron los planes de una fusión entre UNM y su rival Carlton, sin embargo, estas conversaciones fracasaron cuando parecía que Meridian tendría que venderse como una condición del acuerdo. Como resultado, los activos de televisión de UNM se vendieron a Granada, sin embargo, debido a las regulaciones que establecen que la compañía no podía controlar esa gran cantidad de audiencia, el brazo de transmisión de HTV se vendió a Carlton a cambio de la participación del 20% de Central en Meridian.

### Reorganización desde 2005
En 2005, UBM volvió a centrarse en dos negocios principales: PR Newswire, un negocio global de distribución de noticias; y CMP, un negocio internacional de eventos, publicaciones impresas y en línea. Eliminó NOP, que fue adquirido por GfK por £383 millones en 2005. En septiembre de 2006, NewBay Media adquirió CMP Entertainment Media de United Business Media. Las operaciones de libros comerciales de CMP se vendieron a Elsevier y Hal Leonard. Luego adquirió Commonwealth Business Media por $152 millones en 2006. El 1 de julio de 2008, como parte de una reorganización de la estructura corporativa del grupo, se creó United Business Media Limited (UBML) como una nueva sociedad de cartera y matriz del grupo. UBML está listado en el Reino Unido e incorporado en Jersey. En 2010, la principal sociedad de cartera del grupo United Business Media (el "Group") se organizó en cinco segmentos operativos: Eventos, TD & M, Servicios de datos, en línea e impresos.
En 2008, UBM trasladó su sede fiscal a Irlanda, pero en 2012, la compañía anunció su intención de trasladar su base impositiva al Reino Unido.
En septiembre de 2010, Canon Communications anunció que había aceptado ser adquirido por UBM. En mayo de 2011, United Business Media cambió oficialmente su nombre a UBM plc. En febrero de 2012, Yankee Group vendió en la feria anual de telecomunicaciones 4G World e inalámbricas a UBM plc donde se incorporó a su división UBM Tech.
Briefing Media adquirió las carteras de medicina general y agricultura de Reino Unido de UBM plc por £10 millones en febrero de 2012, mientras que UBM plc anunció la adquisición de cuatro en Asia por 19.4 millones en el mismo mes, marcando la continua transformación de UBM plc en una empresa de servicios de marketing B2B y eventos. En 2012, PA Group, la empresa matriz de la Press Association, vendió su participación del 50% en Canada Newswire al socio de la empresa conjunta UBM por £30.1 millones. En abril de 2013, los negocios de servicios de datos de UBM fueron vendidos a Electra PartnersElectra Partners.
En octubre de 2014, UBM anunció que adquiriría Advanstar Communications por una tarifa de $972 millones. En noviembre de 2014, el CEO de UBM plc, Tim Cobbold, anunció una nueva estrategia de Events First. Para 2015, UBM se había renombrado como enfocado principalmente en eventos B2B. Como reflejo de esto, el 82 por ciento de su negocio en 2016 se derivó de eventos y solo el 18 por ciento de otros servicios de marketing. En diciembre de 2015, UBM anunció la venta de PR Newswire a Cision por $841 millones, sujeto a aprobación regulatoria. UBM había sido dueño de la compañía desde 1982. Algunos analistas interpretaron esto como un paso más en la transición de una compañía de medios diversa a una compañía de eventos B2B. En junio de 2016, UBM plc anunció la finalización de la venta de PR Newswire a Cision. En el mismo mes, UBM llegó a un acuerdo para vender su cartera de medios electrónicos a una filial de Arrow Electronics Inc. por una contraprestación en efectivo de $23.5 millones. La cartera comprende las versiones estadounidense y asiática de EE Times, EDN, ESM, Embedded, EBN, TechOnline y Datasheets.com.
En enero de 2018, Informa anunció la adquisición de la compañía por £4 mil millones. La transacción se completó en junio de 2018. En enero de 2019, Informa vendió varias de las publicaciones de UBM Life Sciences (incluidas Spectroscopy y Psychiatric Times) a MJH Associates.